# Mixiomycetes
Mixiomycetes R. Bauer et al. – klasa podstawczaków (Basidiomycota). Jest to takson monotypowy, zawierający także monotypowe: rząd Mixiales, rodzinę Mixiaceae i rodzaj Mixia zawierający gatunek Mixia osmundae.

## Charakterystyka
Gatunek Mixia osmundae, jedyny w całej klasie Mixiomycetes jest pasożytem atakującym paproć Osmunda japonica z rodziny długoszowych. Na sztucznej pożywce przyjmuje formę drożdżowatą.

## Systematyka
Klasa Mixiomycetes i rząd Mixiales zostały utworzone przez Roberta Bauera, Dominika Begerowa, José Sampaio, Michaela Weißa i Franza Oberwinklera w artykule The simple-septate basidiomycetes: a synopsis opublikowanym w „Mycological Progress” z 2006 r.

Mixiomycetes R. Bauer, Begerow, J.P. Samp., M. Weiß & Oberw., class. nov. (Fig. 9a–d)
Descriptio analoga ordinis Mixialium.

Mixiales R. Bauer, Begerow, J.P. Samp., M. Weiß & Oberw., ord. nov.
Fungi Pucciniomycotinorum hyphis multinucleatis cellulisque sporogenis sporas multiplices simul procreantibus.

Według CABI databases bazującej na Dictionary of the Fungi klasa Mixiomycetes to takson monotypowy z jednym tylko gatunkiem:
- podklasa incertae sedis
  - rząd Mixiales R. Bauer et al.
    - rodzina Mixiaceae C.L. Kramer
      - rodzaj Mixia C.L. Kramer[3].
        - gatunek Mixia osmundae (Nishida) C.L. Kramer 1959[4]